# VBK-Raduga

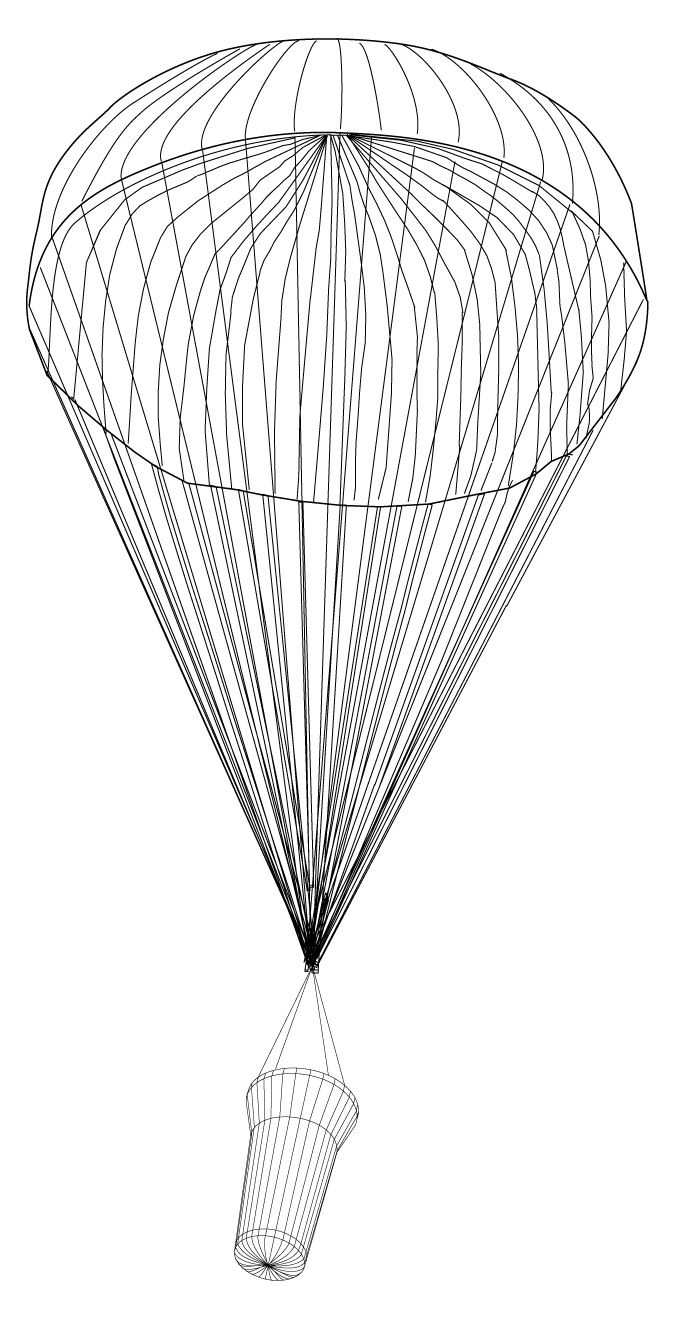
NASA-Illustration der ballistischen Raduga-Rückkehrkapsel während ihres Abstiegs zur Erde

VBK-Raduga (russisch Радуга für Regenbogen) ist die Bezeichnung unbemannter Rückkehrkapseln, die für den Rücktransport von Material von der russischen Raumstation Mir zur Erde benutzt wurden. Sie wurden an Bord von Progress-M-Transportraumschiffen zur Mir gebracht. Für die Rückkehr wurde Raduga an Stelle des Koppelfühlers eingebaut, bevor Progress die Station verließ. Nach dem Abstieg des Transporters auf eine Höhe von circa 120 km bis 125 km  wurde die Kapsel ausgestoßen und kehrte unabhängig von diesem an einem Fallschirm hängend zur Erde zurück.
Die Radugakapsel ist 1,5 m lang und hat einen Durchmesser von 60 cm. Die Leermasse beträgt 350 kg. Sie kann bis zu ungefähr 150 kg Gepäck zur Erde zurückbringen. Mit Raduga an Bord vermindert sich die maximale Nutzlast von Progress um 100 kg.
| Kapsel        | Startdatum         | Trägerraumschiff | Kommentar                             |
| ------------- | ------------------ | ---------------- | ------------------------------------- |
| VBK-Raduga 1  | 27. September 1990 | Progress-M 5     |                                       |
| VBK-Raduga 2  | 19. März 1991      | Progress-M 7     | beim Wiedereintritt verloren gegangen |
| VBK-Raduga 3  | 20. August 1991    | Progress-M 9     |                                       |
| VBK-Raduga 4  | 17. Oktober 1991   | Progress-M 10    |                                       |
| VBK-Raduga 5  | 19. April 1992     | Progress-M 12    |                                       |
| VBK-Raduga 6  | 15. August 1992    | Progress-M 14    |                                       |
| VBK-Raduga 7  | 31. März 1993      | Progress-M 17    | Rückkehr mit Progress-M 18            |
| VBK-Raduga 8  | 10. August 1993    | Progress-M 19    |                                       |
| VBK-Raduga 9  | 11. Oktober 1993   | Progress-M 20    |                                       |
| VBK-Raduga 10 | 22. März 1994      | Progress-M 22    |                                       |